# 2023. októberi házelnöki választás az Amerikai Egyesült Államok Képviselőházában
Azt követően, hogy a Képviselőház megszavazta Kevin McCarthy eltávolítását a házelnöki pozícióból 2023. október 3-án, a képviselők megtartották az év második választását a pozíció betöltésére, október 17-én megkezdve a 2023. októberi házelnöki választás az Amerikai Egyesült Államok Képviselőházában. McCarthyt 2023. január 7-én választották meg, tizenöt környi szavazást követően, majd távozása után azt nyilatkozta, nem indul újra a pozícióért. Helyére átmenetileg Patrick McHenry képviselőt nevezték ki, bár neki semmi féle törvényhozási hatalma nincs, csak a házelnökválasztás felügyelése a feladata. A januári választás volt az első egy évszázad elteltével, hogy az első fordulóban nem dőlt el a házelnök megválasztása, az októberivel pedig sorozatban másodjára nem sikerült elsőre dönteni.
A demokraták egyöntetűen Hakeem Jeffries frakcióvezetőt jelölték október 10-én, míg eredetileg a republikánusok október 11-én Steve Scalise whipet jelölték, aki másnap visszalépett. Helyette végül Jim Jordan lett a párt fő jelöltje, azt követően, hogy az első jelölő folyamat során nagyon kevés szavazattal maradt le Scalise-től.
Az első fordulóban Hakeem Jeffries 212 szavazatot szerzett meg, míg Jim Jordan 200-at. Egyikük se eleget a választás megnyerésére. Annak ellenére, hogy nem voltak hivatalosan jelöltek, Steve Scalise hét, Kevin McCarthy hat, Lee Zeldin három, Tom Cole, Tom Emmer, Mike Garcia és Thomas Massie pedig egy-egy szavazatot kaptak. Zeldin már nem volt a képviselőház tagja a választás napján. A második fordulóban Jordan támogatókat szerzett és veszített, ketten szavaztak rá, akik korábban nem és négyen szavaztak ellene, akik korábban mellette. A harmadik szavazás október 20-án történt, Jordan ismét veszített, már 25-en szavaztak ellene. Ennek következtében a republikánus frakció úgy döntött, hogy visszavonja a politikus jelöltségét a posztra.
Harmadik jelöltjének Tom Emmert választotta a Republikánus Párt, de az előválasztás után néhány órával a minnesotai politikus visszalépett. Ennek fő oka az volt, hogy Donald Trump ellenezte a politikus jelöltségét, illetve, hogy Emmer támogatja az azonos neműek házasságát, míg a pártban alapvető elvárás egy vezetőtől, hogy ellenezzék azt. Egy gyűlésen jelöltsége megnyerése után Rick Allen képviselő azt mondta Emmernek, hogy „meg kell békélned Jézussal,” ahhoz, hogy megkapja szavazatát.
Emmert Mike Johnson követte, aki a párt keresztény nacionalista ágazatának tagja, nagy ellenzője az abortusznak, az azonos neműek házasságának és a kannabisz legalizálásának, illetve több fundamentalista protestáns csoporttal is vannak kapcsolatai. Johnson első képviselőházi szavazásán elnyerte pártja egyöntetű támogatását és megválasztották, 220 szavazattal.

## Háttér
Október 2-án Matt Gaetz republikánus képviselő beadott egy javaslatot a házelnöki pozíció megüresítésére, aminek következtében a Képviselőháznak kötelessége volt két napon belül szavazni McCarthy távozásáról. Gaetz azt követően adta be a javaslatot, hogy McCarthy együtt dolgozott a képviselőházban kisebbségen lévő Demokrata Párttal, hogy elérje a javasolt kormányköltségvetés átmeneti elfogadását, ezzel megakadályozva az amerikai kormány működésének leállását. Másnap meg is kezdték a szavazást a házelnökről, aki kizárta, hogy együtt dolgozna a demokratákkal pozíciója megtartása érdekében. Azt követően, hogy a képviselők elutasították a javaslat felfüggesztését, McCarthyt 216–210 arányban eltávolította a képviselőház. Republikánusok közül Andy Biggs, Ken Buck, Tim Burchett, Eli Crane, Matt Gaetz, Bob Good, Nancy Mace és Matt Rosendale támogatták McCarthy leváltását, míg az egész demokrata párt a javaslat mellett szavazott. Ez volt a kongresszus történetében az első alkalom, hogy a képviselőház döntése miatt távozott egy házelnök.
A 2001. szeptember 11-ei terrortámadások következtében bevezetett szabályok szerint McCarthy terminusa kezdetekor létrehozott egy titokban tartott listát, amin megjelölt képviselőket a megbízott házelnöki pozícióra, arra az esetre, ha ő nem tudná befejezni terminusát. Listája élén Patrick McHenry szerepelt, így a képviselőház elnöke lett.

### A választás folyamata
A Képviselőház házelnöke az intézmény legmagasabb pozíciója és a második helyen van az elnöki utódlási sorrendben. A tagok minden kongresszus első ülésnapján (azaz két évente) választják meg a házelnököt, vagy olyan esetekben, ha a pozíciót betöltő képviselő meghal, lemond vagy eltávolítják pozíciójából.
A házelnök megválasztása a legfontosabb és az első tevékenység, amit a képviselőház tagjai végrehajtanak. A múltban, mikor nem volt házelnök, a képviselőház nem folytatott semmiféle törvényhozási feladatot az utód megválasztásáig, de az nincs teljesen tisztázva, hogy mi a megfelelő lépés ilyen helyzetben, lehetséges-e ezeket a folyamatokat lefolytatni. Ennek ellenére soha nem próbáltak meg képviselők vezető nélkül törvényjavaslatokra szavazni.
A McCarthy eltávolításáról lefolytatott szavazás után a demokrata és a republikánus frakció is jelölőgyűlést tartott, mindkét esetben a képviselők többségének szavazata szükséges a jelöltség megszerzéséhez.
1839 óta a képviselőket egyesével szólítva választja meg a Képviselőház a házelnököt, mindkét párt általában a vezetőségéből jelöl egy-egy politikust a posztra. A képviselőknek nem szükséges saját pártjuk kinevezett jelöltjére szavazniuk, de általában mégis így tesznek. Párttagok, akik nem értenek egyet egy jelöléssel általában valaki másra szavaznak a párton belül, vagy „Jelen” voksot adnak le.
Az alkotmányban nincs leírva, hogy a házelnöknek a Képviselőház egyik tagjának kellene lennie és 1997 óta több szavazáson is kaptak olyan személyek szavazatot, akik nem voltak képviselők. Ennek ellenére minden egyes házelnök tag volt és jogilag vitatott, hogy egyáltalán lehet-e valaki olyan házelnök, aki nem tagja az intézménynek.
Ahhoz, hogy megválasszanak egy házelnököt, a leadott szavazatok (nem a tagok száma – ami jelen esetben 218 fő lenne) abszolút többségének egy jelöltre kell érkeznie. Voltak esetek, hogy egy képviselő megszerezte a szavazatok többségét és megnyerte a választást, annak ellenére, hogy nem szerezte meg a tagok többségének a voksát. 2023 januárjában Kevin McCarthyt például 216 szavazattal választották meg. Ez leginkább akkor esik meg, ha egy képviselő „Jelen” szavazatot ad le, nem szavaz vagy nem jelenik meg a szavazáson. Ha egyetlen jelölt se szerzi meg a szavazatok többségét, akkor addig ismétlik a szavazást, amíg valaki el nem éri a szükséges támogatottságot. A választás megnyerése után a Képviselőház legrégebben szolgáló tagja azonnal beiktatja az új házelnököt.

## Demokrata jelöltek
Hakeem Jeffries volt a párt egyetlen jelöltje.

## Republikánus jelöltek

### Első előválasztás
Az első előválasztásra 2023. október 11-én került sor a republikánus frakción belül, ami során a képviselők leszavazták Chip Roy javaslatát, mely szerint a jelöltnek 217 szavazatot kellett volna kapnia a republikánusoktól, hogy a házelnökjelölt legyen. Jordan kihívása ellenére Scalise magkapta a jelölést. A 224 fős frakcióból csak 212-en adtak le szavazatot a két fő jelölt egyikére. Nem sokkal a szavazás után Ken Buck azt nyilatkozta, hogy „jelen” szavazatot adott le, mert egyik jelölt se felelt meg. Cory Mills lemaradt a szavazásról, mivel Izraelben tartózkodott, az Izrael–Hamász-háború miatti amerikai evakuációt segítve.
| Jelölt         | Szavazatok | %     |
| -------------- | ---------- | ----- |
| Steve Scalise  | 113        | 51,4% |
| Jim Jordan     | 99         | 45,0% |
| Más jelöltek   | 8          | 3,6%  |
| „Jelen”        | 3          | –     |
| Nem szavazaott | 1          | –     |

Mindössze percekkel a megbeszélés lezárta után Lauren Boebert, Bob Good, Nancy Mace, Max Miller, Barry Moore és Lloyd Smucker képviselők azt mondták, hogy nem fognak Scalise-re szavazni és Jordant támogatták. Carlos Gimenez azt nyilatkozta, hogy Kevin McCarthyra fog szavazni, ha csak a volt házelnök fel nem kéri rá, hogy ne tegye. Ez meglepő volt, hiszen történelmileg megszokott, hogy az előválasztás győztesét támogatja az egész párt. Azt követően, hogy nem volt elég szavazat Scalise megválasztására, a republikánusok úgy döntöttek, hogy elhalasztják az első hivatalos szavazást a Képviselőházban. Október 12-én, azt követően, hogy elhalasztották a második szavazást is, Scalise visszalépett.

### Második előválasztás
A második szavazásra október 13-án került sor. Azt követően, hogy kikapott Steve Scalise-től, Jordan elnyerte a szavazatok többségét, amivel hivatalosan is a párt jelöltje lett a Képviselőházban, annak ellenére, hogy volt egy késői kihívója Austin Scott személyében.
| Jelölt         | Szavazatok | %     |
| -------------- | ---------- | ----- |
| Jim Jordan     | 124        | 58,5% |
| Austin Scott   | 81         | 38,2% |
| Más jelöltek   | 7          | 3,3%  |
| „Jelen”        | 1          | N/A   |
| Nem szavazaott | 11         | N/A   |

Jordan megválasztása után a republikánusok tartottak egy második szavazást, hogy felmérjék képviselőik támogatnák-e Jordant a választás napján.
| Válasz        | Szavazatok | %     |
| ------------- | ---------- | ----- |
| Igen          | 152        | 73,4% |
| Nem           | 55         | 26,6% |
| „Jelen”       | 1          | –     |
| Nem szavazott | 11         | –     |

### Harmadik előválasztás

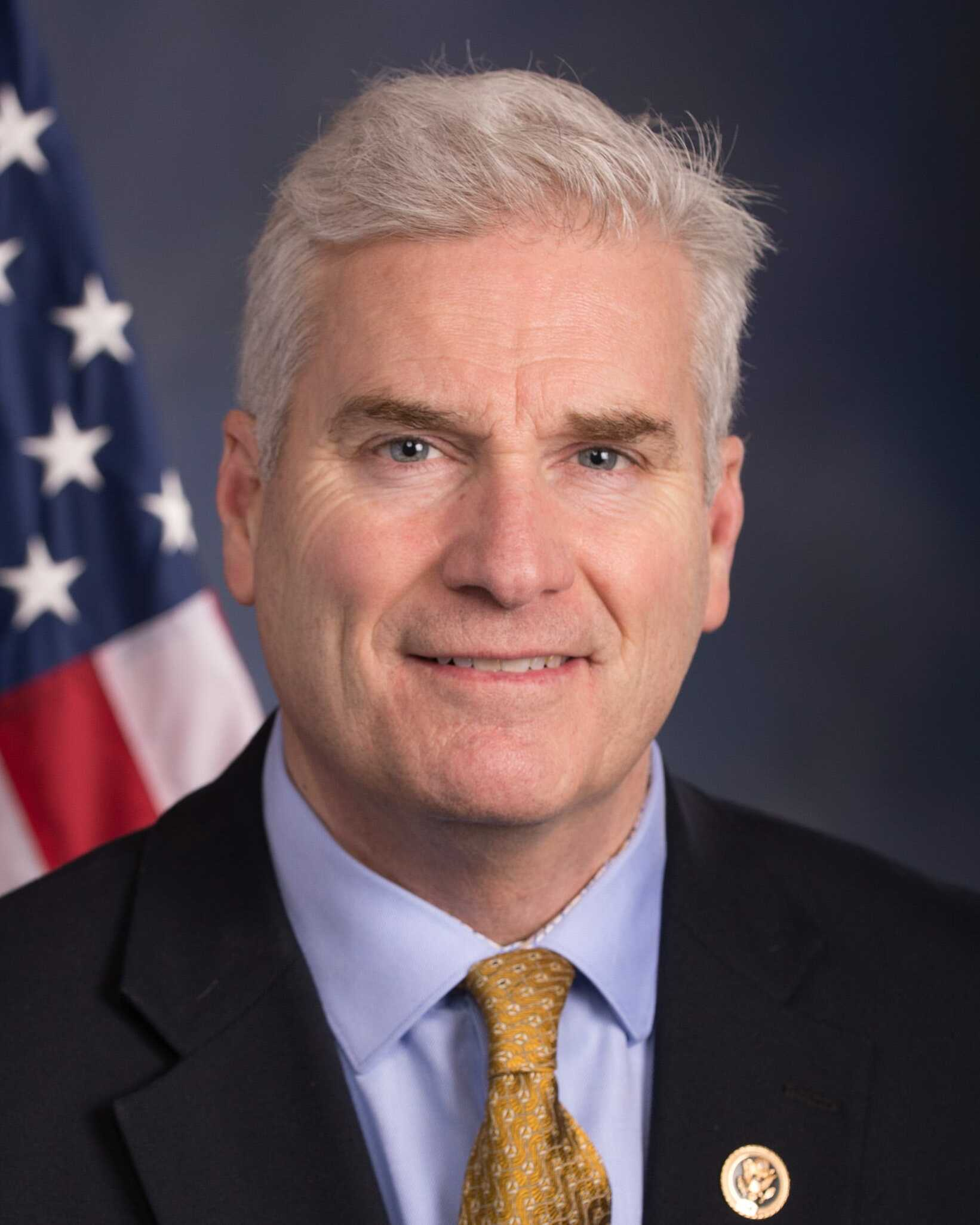
Tom Emmer lett a párt harmadik jelöltje

A republikánus frakció fórumot tartott a jelölteknek 2023. október 23-án, a jelöltségről másnap döntöttek, öt forduló után. Az utolsó forduló jelöltjei Tom Emmer whip és Mike Johnson voltak. A korábbi diadalmaskodott, kisebb különbséggel, mint Jordan, de nagyobbal, mint Scalise. Emmer órákkal később visszalépett a jelöltségtől, miután nem tudta megszerezni szélsőjobboldali kollégái támogatását.
| Jelölt        | Forduló | Forduló | Forduló           | Forduló           | Forduló           | Forduló           | Forduló           | Forduló           | Forduló           | Forduló           |
| Jelölt        | 1.      | 1.      | 2.                | 2.                | 3.                | 3.                | 4.                | 4.                | 5.                | 5.                |
| Jelölt        | Szv.    | %       | Szv.              | %                 | Szv.              | %                 | Szv.              | %                 | Szv.              | %                 |
| ------------- | ------- | ------- | ----------------- | ----------------- | ----------------- | ----------------- | ----------------- | ----------------- | ----------------- | ----------------- |
| Tom Emmer     | 78      | 36,3%   | 90                | 41,9%             | 100               | 46,3%             | 107               | 49,3%             | 117               | 53,4%             |
| Mike Johnson  | 34      | 15,8%   | 37                | 17,2%             | 43                | 19,9%             | 56                | 25,8%             | 97                | 44,3%             |
| Byron Donalds | 29      | 13,5%   | 33                | 15,3%             | 32                | 14,8%             | 25                | 11,5%             | Visszalépett      | Visszalépett      |
| Kevin Hern    | 27      | 12,6%   | 31                | 14,4%             | 26                | 12,0%             | 25                | 11,5%             | nem jutott tovább | nem jutott tovább |
| Austin Scott  | 18      | 8.4%    | 14                | 6.5%              | 12                | 5.6%              | nem jutott tovább | nem jutott tovább | nem jutott tovább | nem jutott tovább |
| Jack Bergman  | 16      | 7,4%    | 7                 | 3,3%              | nem jutott tovább | nem jutott tovább | nem jutott tovább | nem jutott tovább | nem jutott tovább | nem jutott tovább |
| Pete Sessions | 8       | 3,6%    | nem jutott tovább | nem jutott tovább | nem jutott tovább | nem jutott tovább | nem jutott tovább | nem jutott tovább | nem jutott tovább | nem jutott tovább |
| Más           | 5       | 2,3%    | 3                 | 1,4%              | 3                 | 1,4%              | 4                 | 1,8%              | 5                 | 2,3%              |
| „Jelen”       | 1       | –       | 2                 | –                 | 3                 | –                 | 2                 | –                 | 1                 | –                 |
| Nem szavazott | 8       | –       | 7                 | –                 | 5                 | –                 | 5                 | –                 | 4                 | –                 |

Visszalépett
- Byron Donalds[49]
- Dan Meuser[50] (a szavazás előtt)
- Gary Palmer[51][52] (a szavazás előtt)

Elutasította a jelöltséget
- Jodey Arrington[43][53][54]
- Tom Cole[55]
- Brian Fitzpatrick[56]
- Kevin McCarthy[57]
- Steve Scalise[58]
- Roger Williams[53][59]

Támogatottság
Emmer megválasztása után a republikánusok tartottak egy második szavazást, hogy felmérjék képviselőik támogatnák-e a politikust a választás napján. Mike Garcia elmondása szerint húsz republikánus szavazott Emmer ellen, míg öten adtak le „Jelen” szavazatot.
| Válasz        | Szavazatok | %     |
| ------------- | ---------- | ----- |
| Igen          | 196        | 88,7% |
| Nem           | 20         | 9,0%  |
| „Jelen”       | 5          | 2,3%  |
| Nem szavazott | –          | –     |

### Negyedik előválasztás
A harmadik előválasztás napján újabb fórumot tartott a frakció.
| Jelölt            | Forduló | Forduló | Forduló           | Forduló           | Forduló           | Forduló           |
| Jelölt            | 1.      | 1.      | 2.                | 2.                | 3.                | 3.                |
| Jelölt            | Szv.    | %       | Szv.              | %                 | Szv.              | %                 |
| ----------------- | ------- | ------- | ----------------- | ----------------- | ----------------- | ----------------- |
| Mike Johnson      | 85      | 42,1%   | 97                | 47,8%             | 128               | 63,7%             |
| Byron Donalds     | 32      | 15,8%   | 31                | 15,3%             | 29                | 14,4%             |
| Mark Green        | 23      | 11,4%   | 21                | 10,3%             | visszalépett      | visszalépett      |
| Roger Williams    | 21      | 10,4%   | 20                | 9,9%              | nem jutott tovább | nem jutott tovább |
| Chuck Fleischmann | 10      | 5,0%    | nem jutott tovább | nem jutott tovább | nem jutott tovább | nem jutott tovább |
| Más               | 31      | 15,3%   | 34                | 16,7%             | 44                | 21,9%             |
| Szavazatok        | 202     | 202     | 203               | 203               | 201               | 201               |
| „Jelen”           | 2       | –       | 3                 | –                 | 3                 | –                 |
| Nem szavazott     | 20      | –       | 18                | –                 | 20                | –                 |

Támogatottság
A támogatottsági szavazáson, minden képviselő, aki leadott egy szavazatot, támogatta Johnsont.
| Válasz        | Szavazatok | %      |
| ------------- | ---------- | ------ |
| Igen          | 199        | 100,0% |
| Nem           | 0          | 0,0%   |
| „Jelen”       | 3          | –      |
| Nem szavazott | 22         | –      |

## Tervek pártok közötti együttműködésre

### Áttekintés

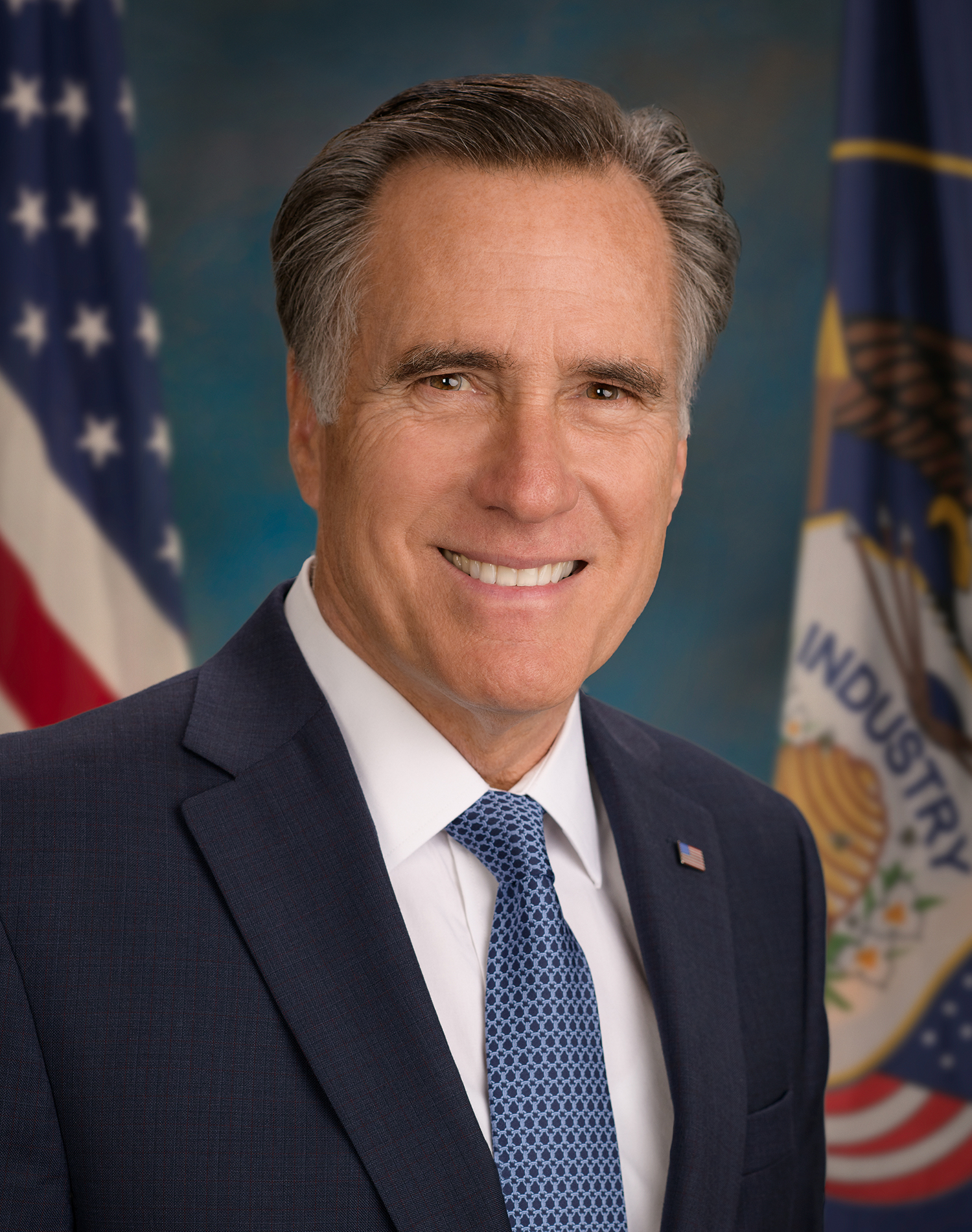
Mitt Romney egyike volt azon republikánus politikusoknak, akiket a demokraták javasoltak, mint lehetséges házelnök

Október 4-én Vicente Gonzalez demokrata képviselő egy javaslatában azt mondta, hogy több demokrata is hajlandó lenne egy mérsékelt republikánus megválasztására, mint házelnök (pl. McHenry vagy Brian Fitzpatrick). Október 5-én Fitzpatrick azt nyilatkozta, nem érdekelte a munkakör, csak Pennsylvania első kerületének képviselése.
Október 6-án, Hakeem Jeffries demokrata frakcióvezető azt írta a The Washington Postban, hogy „azon republikánus partnerek, akik hajlandóak elszakadni a szélsőséges MAGA-politikusoktól, azoknak együtt kellene dolgozniuk a demokratákkal, hogy létrehozzunk egy kétpárti kormánykoalíciót.” Jeffries hozzátette, hogy a „Képviselőházat újra kellene strukturálni, hogy az egyezmény szerinti kormányzás legyen a középpontban és csak olyan javaslatokat fogadna el, amiknek nagy kétpárti támogatottsága van” és ez megmutatná, hogy „a republikánusok mennyire támaszkodnak a demokratákra, hogy kormányozzanak.” Ugyanezen a napon, a All In with Chris Hayes műsorán Jamie Raskin képviselő azt javasolta, hogy a republikánusok dolgozzanak együtt a demokratákkal és válasszák meg Jeffriest vagy Angus King független szenátort, egy Trump-ellenes republikánust, mint Liz Cheneyt vagy Mitt Romneyt házelnöknek. Brad Sherman képviselő még George W. Bush nevét is megemlítette.
Október 7-én egyre nagyobb fontossága lett egy új házelnök megválasztásának, az Izrael–Hamász-háború kezdetével. Annak következtében, hogy egy házelnök megválasztásáig semmilyen törvényhozói munkát nem végezhet a képviselőház, semmilyen pénzügyi támogatást nem adhatott az ország Izraelnek. Ehhez hasonlóan Ukrajnának is tervezett támogatást küldeni a demokrata párt, amit nem lehet kivitelezni az új házelnök beiktatásáig. Október 19-én Joe Biden 105 milliárd dolláros csomagot kért a kongresszustól, amiben 14 milliárdot küldtek volna Izraelnek és 60 milliárdot Ukrajnának. Ehhez hasonlóan a kormány 2024-es költségvetését se hagyták még jóvá, november 17-ig van ideje a kongresszusnak a megszavazására.
Október 12-én, Scalise visszalépése előtt Mike Rogers képviselő megjegyezte, hogy a republikánusoknak együtt kell majd dolgozniuk a demokratákkal, hogy megválasszanak egy házelnököt. Scalise visszalépése után mindkét párt tagjai jelezték hajlandóságukat az együttműködésre.

### A megbízott házelnök hatalmának növelése

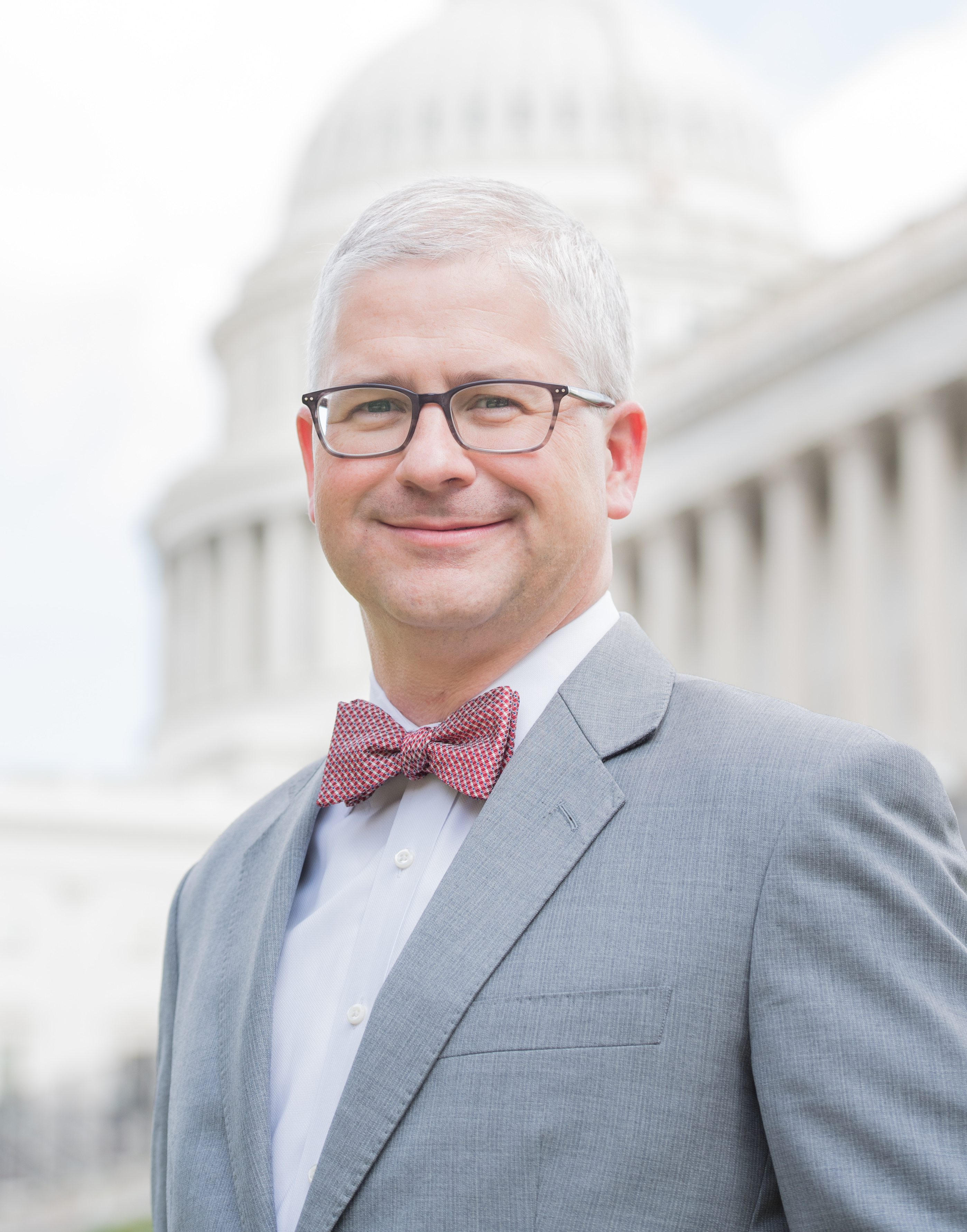
Patrick McHenry, a megbízott házelnök

Mindkét párt tagjai, többek között Hakeem Jeffries is, felvetették a lehetőséget, hogy Patrick McHenry megbízott házelnöknek törvényhozási hatalmat adjanak, amíg meg nem választják a végleges házelnököt. Mario Díaz-Balart Florida egyik republikánus képviselője azt mondta, hogy a terv „megfontolandó.”
Október 19-én Jordan bejelentette, hogy támogatná McHenry hatalmának megnövelését, 2024. január 3-ig, de Jordan nem lépett vissza jelöltségétől. Még aznap ezt a kijelentését visszavonta, amiből kiderült, hogy a republikánus képviselők többsége ezt a tervet nem támogatná. Egyesek szerint ez „hatalmas árulás lenne a republikánusok felé,” míg mások megjegyezték, hogy szavazás a javaslatról „csak még jobban megosztaná a pártot” és a demokraták segítségével való elfogadása „meggyújtaná a kanócot, ami végül egy elkerülhetetlen párton belüli polgárháborúhoz vezetne.”

## A választás
A választás 2023. október 17-én kezdődött meg, mikor két széküresedés volt a képviselőházban (Rhode Island–1 és Utah–2). Gus Bilirakis republikánus képviselő lemaradt az első szavazási folyamatról egy temetés miatt.
Két szavazás után, 2023. október 19-én Jordan bejelentette, hogy nem indul harmadjára és inkább azt a tervet támogatja, hogy Patrick McHenry különleges jogokat kapjon megbízott házelnökként, 2024 januárjáig. Ettől függetlenül nem lépett vissza a jelöltségétől, csak több időre volt szüksége támogatása megszerzésére. Jordannek kevesebb, mint egy nap kellett, hogy ismét szavazást kérjen, október 20-án tért vissza a képviselőház a választás témájára. Az ohiói politikus harmadjára is alulmaradt, pártja megvonta jelöltségét. Leghamarabb a negyedik körre 2023. október 23-án kerülhet sor.
Azok, akik ellenezték Jordan jelöltségét leginkább hagyományos konzervatív politikusok voltak, nem a párt sokkal elterjedtebb szélsőjobboldali tagjai, akik olyan szavazókerületeket képviselnek, amiket a demokraták 2024-ben elnyerhettek volna tőlük. A szélsőjobboldali értékeket képviselő Jordanre leadott szavazatok ezen kerületekben politikailag rossz döntés lett volna. Több republikánus és családjuk is, akik Jordan ellen szavaztak az első fordulóban, halálos fenyegetéseket kapott.

### Első szavazás
Az első szavazás előtt Elise Stefanik jelölte Jordant beszédjében, míg Jeffriest Pete Aguilar. Húsz republikánus szavazott pártja jelöltje ellen, egy pedig nem jelent meg. Ez a húsz szavazat megegyezett a legtöbbel, amit McCarthy ellen leadtak társai januárban.
| Párt                 | Jelölt                  | Szavazatok | %     |
| -------------------- | ----------------------- | ---------- | ----- |
|                      | Hakeem Jeffries (NY, 8) | 212        | 49,1% |
|                      | Jim Jordan (OH, 4)      | 200        | 46,3% |
|                      | Steve Scalise (LA, 1)   | 7          | 1,6%  |
|                      | Kevin McCarthy (CA, 20) | 6          | 1,4%  |
|                      | Lee Zeldin (nem tag)    | 3          | 0,7%  |
|                      | Tom Cole (OK, 4)        | 1          | 0,2%  |
|                      | Tom Emmer (MN, 6)       | 1          | 0,2%  |
|                      | Mike Garcia (CA, 27)    | 1          | 0,2%  |
|                      | Thomas Massie (KY, 4)   | 1          | 0,2%  |
| Szavazatok száma     | Szavazatok száma        | 432        | 100%  |
| Szükséges szavazatok | Szükséges szavazatok    | 217        | >50%  |

### Második szavazás
A második szavazásra 2023. október 18-án került sor, Jordannek ismét nem voltak meg szükséges szavazatai a győzelemhez, támogatókat veszített, négyen szavaztak ellene azok közül, akik előző nap támogatták.
| Párt                 | Jelölt                   | Szavazatok | %     |
| -------------------- | ------------------------ | ---------- | ----- |
|                      | Hakeem Jeffries (NY, 8)  | 212        | 49,1% |
|                      | Jim Jordan (OH, 4)       | 199        | 46,1% |
|                      | Steve Scalise (LA, 1)    | 7          | 1,6%  |
|                      | Kevin McCarthy (CA, 20)  | 5          | 1,2%  |
|                      | Lee Zeldin (nem tag)     | 3          | 0,7%  |
|                      | John Boehner (nem tag)   | 1          | 0,2%  |
|                      | Byron Donalds (FL, 19)   | 1          | 0,2%  |
|                      | Tom Emmer (MN, 6)        | 1          | 0,2%  |
|                      | Mike Garcia (CA, 27)     | 1          | 0,2%  |
|                      | Kay Granger (TX, 12)     | 1          | 0,2%  |
|                      | Candice Miller (nem tag) | 1          | 0,2%  |
|                      | Bruce Westerman (AR, 4)  | 1          | 0,2%  |
| Szavazatok száma     | Szavazatok száma         | 433        | 100%  |
| Szükséges szavazatok | Szükséges szavazatok     | 217        | >50%  |

### Harmadik szavazás
A harmadik szavazásra 2023. október 20-án került sor. Jordant McCarthy jelölte, Jeffriest pedig Katherine Clark. Jordan ismét veszített támogatottságából, már huszonöten szavaztak ellene, majd később elveszítette jelöltségi jogát egy frakción belüli szavazást követően.
| Párt                 | Jelölt                   | Szavazatok | %      |
| -------------------- | ------------------------ | ---------- | ------ |
|                      | Hakeem Jeffries (NY, 8)  | 210        | 49,0%  |
|                      | Jim Jordan (OH, 4)       | 194        | 45,2%  |
|                      | Steve Scalise (LA, 1)    | 8          | 1,9%   |
|                      | Patrick McHenry (NC, 10) | 6          | 1,4%   |
|                      | Lee Zeldin (nem tag)     | 4          | 0,9%   |
|                      | Kevin McCarthy (CA, 20)  | 2          | 0,5%   |
|                      | Byron Donalds (FL, 19)   | 2          | 0,5%   |
|                      | Tom Emmer (MN, 6)        | 1          | 0,2%   |
|                      | Mike Garcia (CA, 27)     | 1          | 0,2%   |
|                      | Bruce Westerman (AR, 4)  | 1          | 0,2%   |
| Szavazatok száma     | Szavazatok száma         | 429        | 100,0% |
| Szükséges szavazatok | Szükséges szavazatok     | 215        | >50%   |

### Negyedik szavazás
A negyedik szavazásra 2023. október 25-én kerül sor. Johnsont Elise Stefanik jelölte a választás napján, Jeffriest pedig Pete Aguilar. Johnson megnyerte a választást, 220 szavazatot szerezve.
| Párt                 | Jelölt                  | Szavazatok | %      |
| -------------------- | ----------------------- | ---------- | ------ |
|                      | Mike Johnson (LA, 4)    | 220        | 51,4%  |
|                      | Hakeem Jeffries (NY, 8) | 208        | 48,6%  |
| Szavazatok száma     | Szavazatok száma        | 428        | 100,0% |
| Nem szavazott        | Nem szavazott           | 4          | –      |
| Szükséges szavazatok | Szükséges szavazatok    | 215        | >50%   |

## Fontos szavazatok
Az alábbi listán szereplő képviselők kivételével mindegyik saját pártja kinevezett jelöltjére szavazott. Azon képviselők is fel vannak sorolva, akik nem jelentek meg szavazni. Jim Jordan a harmadik szavazásig volt a Republikánus Párt jelöltje, míg a demokraták végig Hakeem Jeffriest támogatták. Jordant Tom Emmer whip követte, mint a republikánus jelölt, majd még aznap Mike Johnson vette át a helyét.
|       | Republikánus politikus, aki egy republikánusra, de nem a párt által választott házelnökjelöltre szavazott |
|       | Republikánus politikus, aki a párt által választott házelnökjelöltre szavazott                            |
|       | Demokrata politikus, aki a párt által választott házelnökjelöltre szavazott                               |
| n.sz. | Politikus, aki nem jelent meg a szavazáson (A távolmaradás indoka jegyzetként van feltüntetve)            |

| Képviselő                | Párt                    | Kerület                 | Szavazat        | Szavazat        | Szavazat        | Szavazat        |
| Képviselő                | Párt                    | Kerület                 | 1.              | 2.              | 3.              | 4.              |
| ------------------------ | ----------------------- | ----------------------- | --------------- | --------------- | --------------- | --------------- |
| Don Bacon                |                         | Nebraska, 2.            | McCarthy        | McCarthy        | McHenry         | Johnson         |
| Gus Bilirakis            |                         | Florida, 12.            | n.sz.           | Jordan          | Jordan          | Johnson         |
| Brendan Boyle            |                         | Pennsylvania, 2.        | Jeffries        | Jeffries        | Jeffries        | n.sz.           |
| Vern Buchanan            |                         | Florida, 16.            | Jordan          | Donalds         | Donalds         | Johnson         |
| Ken Buck                 |                         | Colorado, 4.            | Emmer           | Emmer           | Emmer           | Johnson         |
| Lori Chavez-DeRemer      |                         | Oregon, 5.              | McCarthy        | McCarthy        | McHenry         | Johnson         |
| Lou Correa               |                         | Kalifornia, 46.         | Jeffries        | Jeffries        | Jeffries        | n.sz.           |
| Anthony D'Esposito       |                         | New York, 4.            | Zeldin          | Zeldin          | Zeldin          | Johnson         |
| Mario Díaz-Balart        |                         | Florida, 26.            | Scalise         | Scalise         | Scalise         | Johnson         |
| Jake Ellzey              |                         | Texas, 6.               | Garcia          | Garcia          | Garcia          | Johnson         |
| Drew Ferguson            |                         | Georgia, 3.             | Jordan          | Scalise         | Scalise         | Johnson         |
| Brian Fitzpatrick        |                         | Pennsylvania            | Jordan          | Jordan          | Scalise         | Johnson         |
| Andrew Garbarino         |                         | New York, 2.            | Zeldin          | Zeldin          | Zeldin          | Johnson         |
| Carlos Giménez           |                         | Florida, 28.            | McCarthy        | McCarthy        | McCarthy        | Johnson         |
| Tony Gonzales            |                         | Texas, 23.              | Scalise         | Scalise         | Scalise         | Johnson         |
| Vicente Gonzalez         |                         | Texas, 34.              | Jeffries        | Jeffries        | n.sz.           | n.sz.           |
| Kay Granger              |                         | Texas, 12.              | Scalise         | Scalise         | Scalise         | Johnson         |
| Wesley Hunt              |                         | Texas, 38.              | Jordan          | Jordan          | n.sz.           | Johnson         |
| John James               |                         | Michigan, 10.           | Cole            | Miller          | Donalds         | Johnson         |
| Tom Kean Jr.             |                         | New Jersey, 7.          | Jordan          | Jordan          | McCarthy        | Johnson         |
| Mike Kelly               |                         | Pennsylvania, 16.       | Scalise         | Boehner         | Scalise         | Johnson         |
| Jen Kiggans              |                         | Virginia, 2.            | McCarthy        | McCarthy        | McHenry         | Johnson         |
| Nick LaLota              |                         | New York, 1.            | Zeldin          | Zeldin          | Zeldin          | Johnson         |
| Doug LaMalfa             |                         | Kalifornia, 1.          | McCarthy        | Jordan          | Jordan          | Johnson         |
| Mike Lawler              |                         | New York, 17.           | McCarthy        | McCarthy        | McHenry         | Johnson         |
| Mariannette Miller-Meeks |                         | Iowa, 1.                | Jordan          | Granger         | McHenry         | Johnson         |
| Mike Molinaro            |                         | New York, 19.           | Jordan          | Jordan          | Zeldin          | Johnson         |
| Donald Payne Jr.         |                         | New Jersey, 10.         | Jeffries        | Jeffries        | n.sz.           | Jeffries        |
| John Rutherford          |                         | Florida, 5.             | Scalise         | Scalise         | Scalise         | Johnson         |
| Mike Simpson             |                         | Idaho, 2.               | Scalise         | Scalise         | Scalise         | Johnson         |
| Victoria Spartz          |                         | Indiana, 5.             | Massie          | Jordan          | Jordan          | Johnson         |
| Pete Stauber             |                         | Minnesota, 8.           | Jordan          | Westerman       | Westerman       | Johnson         |
| Derrick Van Orden        |                         | Wisconsin, 3.           | Jordan          | Jordan          | n.sz.           | n.sz.           |
| Steve Womack             |                         | Arizona, 3.             | Scalise         | Scalise         | Scalise         | Johnson         |
| A republikánus jelölt.:  | A republikánus jelölt.: | A republikánus jelölt.: | Jim Jordan      | Jim Jordan      | Jim Jordan      | Mike Johnson    |
| A demokrata jelölt.:     | A demokrata jelölt.:    | A demokrata jelölt.:    | Hakeem Jeffries | Hakeem Jeffries | Hakeem Jeffries | Hakeem Jeffries |

## Idővonal
- október 2.: Gaetz beadja a javaslatot McCarthy eltávolítására
- október 3.: McCarthyt eltávolítják posztjáról, McHenry lesz a megbízott házelnök, berekeszti a gyűlést
- október 4.: Scalise és Jordan bejelentik jelöltségüket
- október 5.: Donald Trump bejelenti, hogy nem fog indulni a választáson és Jordan jelöltségét támogatja
- október 10.: A demokrata frakció egyöntetűen megválasztja Jeffries frakcióvezetőt, mint a párt jelöltje
- október 11.: A republikánus frakció megválasztja Scalise-t jelöltjének
- október 12.: Scalise visszalép
- október 13.: A republikánus frakció megválasztja Jordant jelöltjének, majd 55 tag jelzi, hogy nem fogja támogatni a politikust a képviselőházi szavazáson
- október 17–18.: Az első két képviselőházi szavazáson nem tudnak házelnököt választani a képviselők
- október 19.: Jordan javasolja McHenry jogkörének kibővítését 2024. január 3-ig. Órákkal később visszavonja javaslatát a frakció ellenállása után
- október 20.:
  - A harmadik képviselőházi szavazáson nem tudnak házelnököt választani
  - A republikánus frakció visszavonja Jordan jelöltségét
- október 23.: A republikánus frakció fórumot tart jelöltjeinek
- október 24.:
  - A republikánus frakció megválasztja Tom Emmert jelöltjének, Mike Johnson, Byron Donalds, Kevin Hern, Austin Scott, Jack Bergman és Pete Sessions legyőzésével. A frakció 25 tagja jelzi, hogy nem fogják támogatni a jelöltet
  - Négy órával jelöltsége megszerzése után Emmer visszalép
  - A republikánus frakció megválasztja Mike Johnsont jelöltjének, Byron Donalds, Mark Green, Roger Williams és Chuck Fleischmann legyőzésével. A frakció 199 tagja jelzi, hogy támogatni fogják a jelöltet, míg a fennmaradó 25 tag nem adott le szavazatot
- október 25.: negyedik képviselőházi szavazás

## Fordítás
Ez a szócikk részben vagy egészben  az   October 2023 Speaker of the United States House of Representatives election című angol Wikipédia-szócikk ezen változatának fordításán alapul.  Az eredeti cikk szerkesztőit annak laptörténete sorolja fel. Ez a jelzés csupán a megfogalmazás eredetét és a szerzői jogokat jelzi, nem szolgál a cikkben szereplő információk forrásmegjelöléseként.